# Международный день борьбы за ликвидацию расовой дискриминации

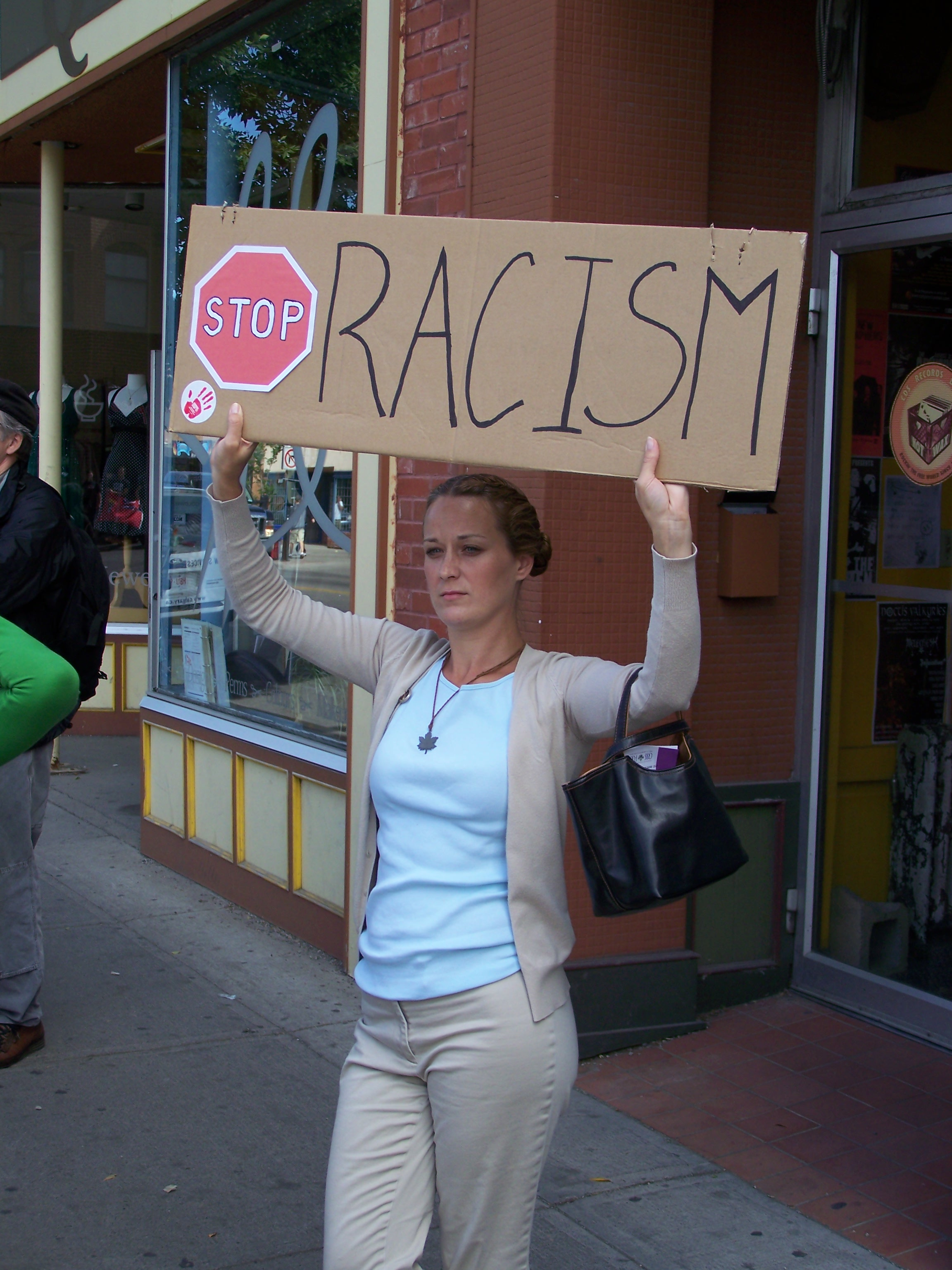

Международный день борьбы за ликвидацию расовой дискриминации (на других официальных языках ООН: англ. International Day for the Elimination of Racial Discrimination, араб. اليوم الدولي للقضاء على التمييز العنصري, ‎исп. Día Internacional de la Eliminación de la Discriminación Racial, кит. 消除种族歧视国际日, фр. la Journée internationale pour l'élimination de la discrimination raciale
) — отмечается ежегодно 21 марта. Этот Международный день провозглашён Генеральной Ассамблеей ООН в 1966 году (резолюция № 2142 (XXI)). Дата выбрана в память жертв трагических событий в ЮАР: в этот день в 1960 году во время мирной демонстрации против законов режима апартеида об обязательной паспортизации африканцев были убиты полицией 69 человек.
По совпадению, именно в этот день 21 марта 1981 года в США был официально зафиксирован последний случай суда Линча членов Ку-клукс-клана над афроамериканцем.
Генеральный секретарь ООН в посвящённом этому дню послании 2006 г. говорил, что успех в борьбе против расовой дискриминации зависит от обычных граждан: насколько они будут выступать против нетерпимости, насколько не будут мириться с дискриминационными актами в своей повседневной жизни.

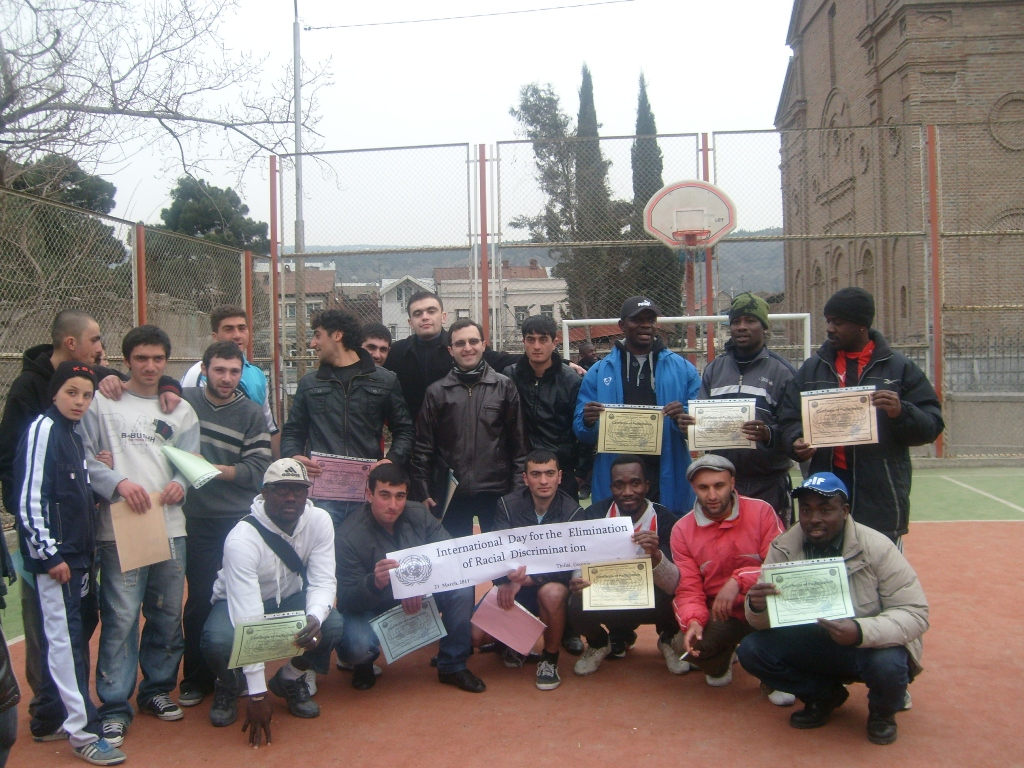
День борьбы с расовой дискриминацией, Федерация за всеобщий мир, Тбилиси, Грузия, 2011 год

## Ежегодные темы Международного дня
- 2023 год — «75-летие Всеобщей декларации прав человека: толчок к борьбе с расизмом»
- 2022 год — «Голоса за действия против расизма»
- 2021 год — «Молодежь выступает против расизма»
- 2020 год — «Признание, справедливость и развитие: среднесрочный обзор Международного десятилетия лиц африканского происхождения»
- 2019 год — «Смягчение и противодействие растущему националистическому популизму и идеологиям крайнего превосходства»
- 2018 год — «Продвижение толерантности, инклюзивности, единства и уважения многообразия в контексте борьбы с расовой дискриминацией»
- 2017 год — «Расистская предвзятость и разжигание ненависти, в том числе в контексте миграции»
- 2016 год — «Вызовы и достижения Дурбанской декларации и Программы действий — 15 лет спустя»
- 2015 год — «Уроки трагедий для борьбы с расовой дискриминацией сегодня»
- 2014 год — «Роль лидеров в борьбе с расизмом и расовой дискриминацией»
- 2013 год — «Расизм и спорт»
- 2012 год — «Расизм и конфликт»
- 2010 год — «Дисквалифицировать расизм»
- 2009 год — «Международный день борьбы за ликвидацию расовой дискриминации 2009»
- 2008 год — «Достоинство и справедливость для всех нас»
- 2007 год — «Расизм и дискриминация — препятствия на пути развития»
- 2006 год — «Повседневная борьба с дискриминацией»
- 2005 год — «Слово и действие»